# Jeremy Jones
Jeremy Jones (San Antonio, Texas, 11 de junio de 1996) es un baloncestista estadounidense que pertenece a la plantilla de los Rio Grande Valley Vipers de la G League. Con 2,01 metros de estatura, juega en la posición de alero.

## Trayectoria deportiva

### Universidad
Jugó una temporada con los Owls de la Universidad Rice, en la que promedió 2,2 puntos y 2,8  rebotes por partido. Tras la misma, fue transferido a los Bulldogs de la Universidad Gonzaga, donde, después de cumplir el año en blanco que impona la normativa de la NCAA, jugó tres temporadas más, en las que promedió 2,0 puntos y 2,0 rebotes por encuentro.

### Profesional
Tras no ser elegido en el Draft de la NBA de 2019, el 13 de agosto de 2019 firmó su primer contrato profesional con los Kapfenberg Bulls de la liga austriaca. Allí disputó una temporada, promediando 14,5 puntos y 5,4 rebotes por partido.
El 6 de julio de 2020 se comprometió por una temporada con los Crailsheim Merlins de la Basketball Bundesliga alemana.